# Vinschgau
Vinschgau (ældre Vintschgau, udtales «fintsj-gao», italiensk Val Venosta) er et alpelandskab og et distrikt i den vestligste del af Sydtyrol i det nordligste Italien. Det er sammenfaldende med den øvre dal til floden Adige (tysk Etsch) mellem Reschenpasset og Naturns i nærheden af Merano, samt nogle mindre sidedale. Vinschgau begrænses af Ötztal-Alperne i nord (3.736 moh. i Weißkugel) og Ortlermassivet i syd (op til 3.905 moh.). Den øverste del af dalen går mod syd fra Reschenpasset, men ved Schluderns svinger dalen 90 grader og fortsætter østover til Merano.
Den nedre del af Vinschgau er kendt for områdets æbleplantager. I øvre Vinschgau dominerer kvægdrift med mælkeproduktion. Vinschgau er en af de tørreste dale i Alperne med kun omkring 400 mm nedbør om året. På grund af Adige’ store vandføring kan nedbørsmanglen imidlertid kompenseres med vanding.
Kommunerne i Vinschgau udgør et forvaltningsdistrikt (Bezirksgemeinschaft) ved samme navn, hvis administration ligger i byen Schlanders. Til sammen har Vinschgau 35.000 indbyggere (2005).
Dalen er trafikeret med en 60 km lang jernbanestrækning fra Merano til Mals. Tanken var en gang at dette skulle blive en hovedbane mellem Venedig og Basel. Jernbanen blev færdigbygget i 1906 og efter 15 års nedlæggelse genåbnet i 2005. Fra Mals forbinder den schweiziske postbus Vinschgau med Engadin via Val Müstair.

## Kommuner
Distriktet Vinschgau har 13 kommuner:
- Glurns
- Graun im Vinschgau
- Kastelbell-Tschars
- Laas
- Latsch
- Mals
- Martell
- Prad am Stilfser Joch
- Schlanders
- Schluderns
- Schnals
- Stilfs
- Taufers im Münstertal

Kommunerne Naturns, Partschins og Plaus hører geografisk set til Vinschgau, men er en del af distriktet Burggrafenamt.

## Historie
Historisk havde Vinschgau en tæt kulturel, økonomisk og politisk tilknytning til Nedre Engadin og Val Müstair i nutidens Graubünden (Schweiz) og Nauders i nutidens Nordtyrol. Vinschgau udgjorde fra 700-tallet en gau i Frankerriget. Fra 916 omfattede denne også Nedre Engadin. I 1027 blev fyrstbiskoppen af Trento udnævnt til greve af Vinschgau. Dette selv om Vinschgau på det kirkelige plan lå under fyrstbiskoppen af Chur, som efterhånden også tilbagevandt Nedre Engadin. Vinschgaus kirkelige tilhør til Chur blev ikke ophævet før i 1816.
Indtil 1600-tallet var Vinschgau næsten rent rætoromansktalende. Sammen med modreformationen blev det tyske sprog indført i dalen og fortrængte rætoromansk. I enkelte, afsidesliggende landsbyer skal reætoromansk have været levende helt indtil begyndelsen af 1800-tallet. Den kulturelle påvirkning mærkes delvis stadig på de tyske dialekter som tales i øvre Vinschgau. Selv om disse, som i resten af Tyrol, hører til den bayerske dialektgruppe, er de påvirket af både alemanniske dialekter og det rætoromanske sprog. Mange geografiske navne har rætoromansk ophav, som man bl.a. kan høre på at det (i navne som Trafói, Schludérns, Plawénn, Partschíns, Natúrns osv.) er slutstavelsen som bærer trykket. Efter at Sydtyrol kom under Italien i 1920 har Vinschgau i dag også en italiensksproglig minoritet på 3 %.